# 1030-talet

## Händelser
- 1035 – Vilhelm Erövraren blir hertig av Normandie.

## Födda
- 1030 — Bruno av Köln, grundare av kartusianorden
- 1033 – Anselm av Canterbury

## Avlidna
- 1035 – Knut den store, kung av England sedan 1016, av Danmark sedan 1018 och av Norge sedan 1028